# Alhue (kommun i Chile)
Alhue är en kommun i Chile.   Den ligger i provinsen Provincia de Melipilla och regionen Región Metropolitana de Santiago, i den södra delen av landet, 80 km sydväst om huvudstaden Santiago de Chile.
Trakten runt Alhue består i huvudsak av gräsmarker. Runt Alhue är det mycket glesbefolkat, med 5 invånare per kvadratkilometer.